# 古鏡幽魂
《古鏡幽魂》是一套1974年香港-臺灣合製的古裝恐怖片，由臺灣電影導演宋存壽執導，林青霞和石雋主演。

## 劇情概述
本片改編自唐人小說《敬元穎》。書生陳仲躬為拯救患重病的母親，需要在一處僻靜之地每日沐浴，遠離女色並抄寫佛經，為此他和自己的琴童來到一處荒廢的庭院。一名叫素素的女子曾淹死於庭院裡的一口井中，素素本是宦門千金，安史之亂時被安兵追逼而持銅鏡投井自盡，她的魂魄就保存在這面古鏡裡。素素被惡妖毒龍脅迫取人性命，這次的獵物就是陳仲躬。但陳仲躬的善良打動了素素，讓她不忍下手，反而對陳漸生愛意。最終，毒龍決定親自出手對付陳仲躬。

## 演員表
- 林青霞 飾 素素 / 敬元穎
- 石雋 飾 陳仲躬
- 庹宗華 飾 琴童
- 張冰玉 飾 陳仲躬之母
- 顧文宗 飾 陳家老僕
- 白琳 飾 毒龍

## 影片原聲
《古鏡幽魂》的同名主題曲由顧嘉煇作曲，陳蝶衣塡詞，關菊英演唱。

## 外部連結
- 互联网电影数据库（IMDb）上《古鏡幽魂》的资料（英文）
- 開眼電影網上《古鏡幽魂》的資料（繁體中文）